# فلیپین (کنتاکی)
فلیپین (به انگلیسی: Flippin) یک منطقهٔ مسکونی در ایالات متحده آمریکا است که در شهرستان مونروو، کنتاکی واقع شده‌است. فلیپین ۲۲۴٫۰۳ متر بالاتر از سطح دریا قرار دارد.